# Leonid Křížek
Leonid Křížek (* 18. srpna 1947, Praha) je český nakladatel, překladatel z angličtiny a publicista.

## Život
Po maturitě v roce 1965 se vyučil sazečem. V letech 1969–1989 pracoval ve svém oboru, od roku 1977 i jako technický redaktor v Tiskové agentuře Orbis. Od počátku devadesátých let působil jako šéfredaktor měsíčníku Militaria a řídil nakladatelství Elka Press.
V roce 1965 byl jedním ze zakládajících členů Klubu vojenské historie (KVH), jehož četné sekce byly po srpnu 1968 zredukovány pouze na sekci palných zbraní, kam přešla řada členů zrušených sekcí. Autorsky a redakčně se podílel na obsahu Zpravodaje KVH, který vycházel v letech 1971–1988 jako cyklostylovaný občasník. V letech 1988–1990 jej redigoval a zajišťoval jeho polygrafickou výrobu.
V roce 1976 byl jedním ze zakládajících členů společnosti Societas Incognitorum Eruditorum II. (první učená společnost toho jména existovala v Olomouci 1746–52). Od května 1976 do prosince 1988 vydávali členové (12–18 přátel, převážně humanitního vzdělání), strojopisný kulturně-politický měsíčník Acta Incognitorum (dnes v Libri Prohibiti).
Od roku 1991 vydává vojensko-historickou literaturu faktu, jak původní, tak překladovou (edice Militaria). Do roku 2019 vydal 70 publikací. Knihy z tohoto oboru (ale i sci-fi a beletrie) také překládá, dosud přeložil na pět desítek titulů. Od sedmdesátých let publikoval stovky článků a recenzí v nejrůznějších periodikách s náměty vojenské historie, sci-fi, automobilismu, šermu aj. V roce 2015 obdržel spolu s Jiřím Kovaříkem Hlavní cenu Miroslava Ivanova za významné dílo literatury faktu: Historie evropských duelů a šermu I-III.
Od roku 1961 je členem Českého šermířského klubu Riegel a dosud se aktivně účastní veteránských turnajů (v roce 2013 třetí na mistrovství republiky veteránů v šavli). Je trenérem jak sportovního, tak historického šermu (ve škole Ars Dimicatoria).
V roce 2020 mu ministr národní obrany udělil Osvědčení o odboji a odporu proti komunismu.